# رافائل لکومت
رافائل لکومت (انگلیسی: Raphaël Lecomte؛ زادهٔ ۲۲ مهٔ ۱۹۸۸) بازیکن فوتبال اهل فرانسه است.